# Lipocosma alegralis
Lipocosma alegralis là một loài bướm đêm trong họ Crambidae.